# 核構造物理学
核構造物理学（かくこうぞうぶつりがく、Nuclear Structure Physics）とは、主として原子核の構造に関する事項を扱う物理学の一分野。

## 方法論
現在では、中性子と陽子という核子の自由度と有効相互作用を基にして、有限量子多体系としての原子核の性質を理解しようとしている。例えば、自己無撞着な平均場理論に基づく集団運動模型や、一つの核子の波動関数をガウス波束と近似した上で量子分子動力学の方法を用いたAMD模型、FMD模型などによって、核子の運動という視点から原子核の静的及び動的性質を調べている。

## トピック
原子核は、様々な状況下において多様な側面を見せる。
近年、特に興味が持たれているのは以下のような現象において見られる原子核の特徴的な性質である。
- 不安定核
- 中性子過剰核 - 中性子スキン - 中性子ハロー - ソフトダイポールモード - ダイ・ニュートロン相関
- 陽子過剰核 - 陽子放出現象 - 中性子陽子対相関
- 超変形核 - エキゾチック変形 - 核分裂アイソマー
- 高スピン状態 - High-Kアイソマー - ウォブリング振動 - カイラル回転・カイラル振動
- 温かい原子核
- 超重核
- 大振幅集団運動 - 変形共存現象 - 核分裂
- アルファ凝縮状態
- 殻模型

## 関連図書
- K.Langanke, J.A.Maruhn and S.E.Koonin(Eds.): Computational Nuclear Physics 1 : Nuclear Structure, Springer-Verlag, ISBN 3-540-53571-3 (1991).
- K.Langanke, J.A.Maruhn and S.E.Koonin(Eds.): Computational Nuclear Physics 2 : Nuclear Reactions, Springer-Verlag, ISBN 978-1-4613-9337-5 (1993).
- オーエ・ボーア、ベン・R・モッテルソン：「原子核構造 1：単一粒子運動」、講談社、ISBN 978-4061255319 (1979年5月)．
- オーエ・ボーア、ベン・R・モッテルソン：「原子核構造 2：原子核の変形」、講談社、ISBN 978-4061255326 (1980年9月)．
- 市村宗武、坂田文彦、松柳研一：「原子核の理論」、岩波書店（岩波講座現代の物理学9）、ISBN 978-4-00010439-5 (1993年11月8日).
- 高田健次郎、池田清美：「原子核構造論」、朝倉書店（朝倉物理学大系18）、ISBN 978-4-254-13688-3 (2002年4月20日).
- 河合光路、吉田思郎：「原子核反応論」、朝倉書店（朝倉物理学大系19）、ISBN 978-4-254-13689-0 (2002年10月28日)．